# سیارک ۸۲۳۱
سیارک ۸۲۳۱ (به انگلیسی: 8231 Tetsujiyamada، نامگذاری:1997TX17) هشت هزار و دویست و سی و یکمین سیارک کشف شده‌است که در ۶ اکتبر ۱۹۹۷ کشف شد.
قدر مطلق سیارک برابر ۱۳٫۱۰ است.